# Strawberry (Arizona)
Strawberry è una località degli Stati Uniti d'America, situata nella Contea di Gila, nello Stato dell'Arizona
Arthur Morgan e stato qui per liberare Micah bell ma è stato il più grande errore della sua vita.